# ジュノー・ビーチ
ジュノー・ビーチ（Juno Beach）は、1944年6月6日、連合国のノルマンディ侵攻作戦であるオーバーロード作戦における最初の攻撃であるネプチューン作戦における5つの上陸地点の1つの連合国側のコードネーム。ジュノー・ビーチはソード・ビーチとゴールド・ビーチの間にあり、カナダ第3歩兵師団（とカナダ第2機甲旅団）が上陸したことから、カナディアン・ビーチとしても知られている。ジュノー・ビーチは、東端をサン・トーバン・シュル・メール(Saint-Aubin-sur-Mer)から、西端をクールソーユ・シュル・メール(Courseulles-sur-Mer)とする地域である。両方の上陸作戦とも、初期の侵攻作成の時点では、第1イギリス軍団の指揮下に置かれ、カナダ人の指揮官は1944年7月の第2カナダ軍団の司令部がノルマンディに編成されるまでは、配備されなかった。

## 目標
ジュノー・ビーチは、5つの上陸地点のうちで、オマハ・ビーチに続く、2番目に強固に防衛されている地点であった。リヒター将軍は、155mm砲の11個重砲兵中隊と75mm砲の9個中砲兵中隊が配備され、716歩兵師団が守る海岸に攻撃を行なった。加えて、トーチカと他の要塞が海岸に沿って配置されていた。最も集中していたのがクールソーユ・シュル・メールの地域である。海中の障害物は、オマハ・ビーチの2倍の高さがあり、海には機雷が大量に敷設されていた。
D-Dayに先行して行われたジュノー・ビーチへの爆撃はドイツの要塞地帯に大きなダメージを与えなかった。06:00から07:30まで、戦艦の艦砲列及び輸送船上の砲兵や戦車からの艦砲射撃は、海岸を防衛している防御施設をどうにか14パーセントのみ破壊することができた。天候による遅延により、爆撃とカナダ軍の上陸の間にドイツ軍は約半時間の再編成の猶予があった。
ジュノー・ビーチは3つの区域(セクター)に分けられた。西から東へ「ラヴ」（Love）、「マイク」（Mike）、「ナン」（Nan）と名づけられていた。このうち、マイクとナンへの上陸が計画された。第6カナダ機甲連隊(第1フッサーズ)により支援された第7旅団は、マイク・セクターへ上陸し、第10カナダ機甲連隊(フォート・ガリー・ホース)により支援された第8旅団は、ナン・セクターへ上陸した。第9旅団は予備であった。

## 戦闘
ジュノー・ビーチへの攻撃の最初の1時間で、カナダ軍は約50%の損害を受けた。これは、アメリカ軍がオマハ・ビーチで受けたものと同等のレベルである。海中障害物を除去できた後は、部隊は迅速に内陸へ前進し、オマハのアメリカ軍と比較すると、より迅速にドイツ軍の防衛陣地を制圧していった。
日中に、第3カナダ歩兵師団の全てが上陸し、ソーユ川(Seulles River)を渡る橋を確保すべく、内陸へ数km前進した。18:00までサン・トーバン・シュル・メールの町を確保していた。
第1フッサーズ機甲部隊は夜になる前に、クィーン・オウン・ライフルズ連隊を伴って目標に到達していた。両部隊が、15km内陸まで進出し、カーン(Caen)とバイユー(Bayeux)を結ぶハイウェイとの交差点まで進んだ。
しかし、敵の反撃により、部隊は押し戻された。その後、2つのドイツ軍の装甲師団の反撃により、数週間にわたって前進ができなかったにもかかわらず、侵攻した当日6月6日の終わりまでで、第3カナダ歩兵師団は、連合軍の部隊の中で最もフランスの奥まで進出することができた部隊であった。
ノート：第3カナダ歩兵師団を含む攻撃部隊は、カナダ軍は連合軍の中で最も内陸に進軍したにもかかわらず、D-Dayの目標に到達することができなかった。
翌日の終わりまでに、カナダ軍はソード・ビーチのイギリス軍と占領地域を接続することができた。
クールソーユ・シュル・メールのジュノー・ビーチ・センターは、カナダ軍による解放を記念し、失われた人命を追悼している。このジュノー・ビーチでの戦闘で死亡したカナダ軍はベニィ・シュア・メールカナダ軍戦争墓地(Bény-sur-Mer Canadian War Cemetery)に埋葬されている。

## 連隊
第3カナダ歩兵師団は、2つの旅団集団(brigade groups)の第2カナダ機甲旅団により支援を受けた。
- 第7歩兵旅団：「ロイヤル・ウィニペグ・ライフルズ(Royal Winnipeg Rifles)」、「レジャイナ.・ライフルズ(Regina Rifles)」、「カナディアン・スコティッシュ(Canadian Scottish)」の各連隊から構成
- 第8歩兵旅団：「ノース・ショア(North Shore)」、「クィーン・オウン・ライフルズ(Queen's Own Rifles)」、「レ・レジメント・デ・ラ・シャデーレ(Le Régiment de la Chaudière)」の各連隊から構成
- 第9歩兵旅団：「カナダ・ハイランド軽歩兵(Highland Light Infantry of Canada)」、「ストーモント(Stormont)」、「ダンダス・アンド・ガレンガリー・ハイランダーズ(Dundas and Glengarry Highlanders)」、「ノース・ノヴァ・スコッティア・ハイランダー(North Nova Scotia Highlanders)」の各連隊から構成。午前中後続として上陸し、旅団の先導として前進した。第27機甲連隊「シェアブルッケ・フュージリア(Sherbrooke Fusiliers)」の戦車は装甲支援兵力としてここに配備された。

14,000人のカナダ軍がD-Dayにジュノー・ビーチに上陸したが、第1波は3,000人ちょうどで構成され、最初の攻撃は4個連隊と側面支援の2個中隊から構成されていた。
- サン・トーバンの左翼にノース・ショア連隊  (ナン・レッド・ビーチ)
- ベルニエールの中央にクィーン・オウン・ライフルズ連隊 (ナン･ホワイト・ビーチ)
- クールソーユにレジャイナ.・ライフルズ連隊 (ナン・グリーン・ビーチ)
- クールソーユの西側にロイヤル・ウィニペグ・ライフルズ連隊 (マイク・レッド・ビーチとマイク・グリーン・ビーチ)
- 右翼の側面にカナディアン・スコッティッシュ連隊からの中隊
- 左翼の側面に英海兵コマンド(British Royal Marine)からの中隊

## D-Dayのカナダ軍の戦闘序列
陸軍
カナダ第3歩兵師団- ジュノー・ビーチ
- マイク・セクタ
  - ロイヤル・ウィニペグ・ライフルズ連隊
  - ロイヤル・レジャイナ・ライフルズ連隊
  - カナディアン・スコティッシュ連隊 (ヴィクトリア)
  - 第1フッサーズ(ロンドン、オンタリオ)
  - オタワのカメローン・ハイランダーズ

- ナン・セクタ
  - クィーン・オウン・ライフルズ連隊 (トロント)
  - ノース・ショア連隊 (ニュー・ブランズウィック)
  - レ・レジメント・デ・ラ・シャデーレ (キューベック)
  - フォート・ガリー・ホース (ウィニペグ)
  - ハイランド軽歩兵 (ガルト・オンタリオ)
  - ストーモント、ダンダス・アンド・ガレンガリー・ハイランダーズ
  - ノース・ノヴァ・スコッティア・ハイランダーズ
  - シェアブルッケ・フュージリア
  - オタワのカメローン・ハイランダーズ

- マイク・セクタとナン・セクタの支援部隊
  - 王立カナダ砲兵連隊 （第12、13、14、19野戦連隊)
  - 第17デューク・オブ・ヨーク・ロイヤル・カナダ軽騎兵 (モントリオール)
  - 第3対戦車連隊
  - 王立カナダ軍支援軍団
  - 王立カナダ軍医療軍団
  - 王立カナダ軍団通信部隊
  - 王立カナダ砲兵軍団

- 空挺降下
  - 第1カナダ空挺降下大隊
  - 第591空挺降下工兵中隊

海軍
109隻の艦船
- ジュノー・ビーチ
  - HMCS アルゴンキン(Algonquin)
  - HMCS スー(Sioux)
  - HMCS プリンス・ヘンリー(Prince Henry)
  - HMCS プリンス・ダヴィッド(Prince David)
  - 第4、第14、第16カナダ掃海艇戦隊
  - RCN上陸用舟艇

- オマハビーチ
  - 第31カナダ掃海艇戦隊  (オマハ・ビーチへアメリカ軍を護衛)

- 護衛駆逐戦隊
  - HMCS ハイダ(Haida)
  - HMCS ヒューロン(Huron)

空軍
- 第6爆撃機グループ
- 第127、127、441、442、442RCAF戦闘機中隊
- 第400偵察中隊

## ジュノー・ビーチ・タイムテーブル
1944年, 6月4日
数千人の兵士が南イングランドの港へ向かい、船に乗船した。しかし、天候が悪化し、イギリス海峡の海は横切るには非常に荒れていた。アイゼンハワー将軍は侵攻を24時間延期した。
1944年, 6月5日
天候の回復を見て夜が過ぎると、アイゼンハワー将軍は連合国派遣軍最高司令部のチーフ気象学者のスタッグ大佐により、嵐が止むと連絡を受ける。
12:00アイゼンハワー将軍は侵攻を命令。掃海艇がドイツ軍の機雷を取り除くために先に出発した。兵員輸送船と護衛艦隊は、ノルマンディの沿岸に同じ時刻に到着する様に、港から計画通りに出航を行った。
18:00
駆逐艦HMCS「アルゴンキン」、HMCS「スー」に護衛された武装商船HMCS「プリンス・ヘンリー」、HMCS「プリンス・ダヴィッド」を含むカナダの分遺隊は、ポーツマスの港を出港し、ジュノー・ビーチへ向かった。カナダの各船では、士官が部下に任務についての指示を与えていた。
カナダ軍はジュノー・ビーチを2つのグループに分け攻撃をした。
1. マイク・セクター：西側に、ロイヤル・ウィニペグ・ライフルズ、カナディアン・スコティッシュ、レジャイナ・ライフルズから歩兵、第1フッサーズ(ロンドン、オンタリオ)から支援戦車で構成された部隊は、ソーユ川の河口にあるクールソーユと言う名の漁港を目標とした。ロイヤル・ウィニペグ・ライフルズは河の西の砂丘に上陸し、レジャイナ・ライフルズは海に面した町の建物が並ぶ河の東に上陸し、カナディアン・スコティッシュのC中隊は、ロイヤル・ウィニペグ・ライフルズの西のVauxに上陸した。
2. ナン・セクタ：ナン・セクタは2つに分けられた。小さな海辺の観光地であるベルニエール(Bernières)を占領するために、中央にクィーン・オウン・ライフルズが上陸し、ノース・ショア、ニュー・ブランズウィック連隊は、観光地であるサン・トーバンの占領を割り当てられた。フォート・ガリー・ホースからの機甲部隊は、両グループを支援し、レ・レジメント・デ・ラ・シャデーレ(キューベック)は予備に置かれた。

予備の旅団は、ストーモント、ダンダス・アンド・ガレンガリー・ハイランダーズ、ノース・ノヴァ・スコッティア・ハイランダー、カナダ・ハイランド軽歩兵、シェアブルッケ・フュージリア連隊の機甲兵力であり、ナン・セクターが片付いた後に上陸する、第2波として予定されていた。砲兵、重火器部隊、歩兵砲部隊、通信部隊、医療部隊等は支援部隊として全てのセクターの部隊に配備された。
1944年6月6日
01:00カナダ軍の艦船が、海峡の真ん中に到着、厚い雲が夜を暗闇にし、船は強風と荒れた海と吹き付ける雨の中を進んで行った。イギリスでは、ドイツ軍の防御設備を破壊するための爆撃機や、空挺降下兵を乗せた輸送機、主要な端や道路や防御拠点を確保しドイツ軍の反撃を防ぐための兵士を乗せたグライダー等の航空機が離陸の準備を行なっていた。
RCAF(王立カナダ空軍、Royal Canadian Air Force)の第6爆撃グループのランカスター爆撃機は、爆撃機を護衛するためのRCAFのスピットファイヤー戦闘機に護衛をされた。約450人のカナダ兵が戦線後方にパラシュートやグライダーで降下を行なった。
03:30輸送船のカナダ兵は朝食の配給を受けた。
04:00輸送船上のカナダ兵は、RAFがドイツ軍の重砲を爆撃しているル・アーブル(Le Havre)あたりでの閃光を東に見た。西には、ドイツ軍によるユタ・ビーチとオマハ･ビーチを目指すアメリカの輸送船を狙った炎を見た。上空には、空挺降下兵を輸送した輸送機が任務を終了して帰還するのを見た。
04:30全ての兵士は、輸送船のデッキに集合し、上陸用舟艇への搭乗の準備を行なった。
05:00日の出。全ての艦船は任務を開始した。
06:00船上の兵士たちは、フランスの沿岸を正面にダークグレーの線として見た。連合国の戦艦と巡洋艦は艦砲射撃を開始した。
06:10駆逐艦と他の戦闘艦が接近して射撃を開始した。ジュノー･ビーチでは、ドイツ軍からの反撃は無かった。
06:30 : 輸送船は無線封止を解除した。
07:00輸送船上の砲兵と戦車が海岸に向けて砲撃を開始した。ジュノー・ビーチでは、ドイツ軍から連合国の艦船への反撃が開始された。
07:30大規模な支援砲撃が終了した。ドイツ軍は侵攻兵力への反撃を続けていた。上陸用舟艇は、海岸に向かって前進した。
07:45上陸用舟艇が海岸に着き、最初の兵士たちと戦車が上陸した。
08:00最初のカナダ軍の橋頭堡がレジャイナ.・ライフルズ連隊と第1フッサーズの戦車により、マイクセクターのクールソーユに作られた。海軍の艦砲射撃はドイツの砲兵をそのエリアから除去したが、近くのロイヤル・ウィニペグ・ライフルズ連隊は激しい砲撃に晒された。そこでは、海軍の砲撃はドイツの砲兵への攻撃を失敗し、多数の兵士が、海岸に到着することなく、海中で死亡した。ナン・セクターでは、ノース・ショアー連隊が激しいドイツ軍の砲撃の下、上陸を行った。
08:30クイーン・オウン・ライフルズ連隊はナン・セクターに上陸し、満潮時も保持した。兵士は上陸した海岸からドイツ軍の砲兵の砲撃から隠れる障害物まで200ヤード近く走らなくてはならなかった。最初の中隊では僅かの人数しか生存しなかった。
10:00カナダの兵は全ての海岸に上陸した。補充部隊は潮が満ちる中海岸に到着し始めた。カナディアン・スコティッシュ連隊はほとんど犠牲者を出さなかったが、レ・レジメント・デ・ラ・シャデーレの上陸用舟艇は機雷に引っかかり多数の死傷者を出し、岸まで泳ごうとして多数が死亡した。
10:30ジュノー・ビーチのロッド・ケラー少将は、イギリスにいるクレーラー大将に「海岸堡を確保した。すぐに次の目標に向かう」と報告した。
12:00全ての第3カナダ歩兵師団がジュノー・ビーチに上陸した。
18:00ノース・ショア連隊はサン・トーバンを確保した。その数時間後、カナダ軍はクールソーユとBernieresを確保した。後に、ハイランド連隊は、コロンビエール・シュル・ソーユ(Colombiers-sur-Seulles)を確保し、第1フッサーズは、カーン・バイユー間のハイウェイの交差点まで海岸から15kmの目標まで到達した。その後の反撃で占領地域に対して部隊数が少ないため押し返されたが、D-Dayの計画した最終目標に到達したのは、第1フッサーズのC中隊だけであった。

## 兵力
- カナダ海軍は艦船と1万人の水兵を提供した。
- 1万4千人のカナダ兵が海岸に上陸した。
- 第516カナダ空挺降下兵が戦線後方にパラシュートやグライダーで降下した。
- カナダ空軍から上陸支援のため、ランカスター爆撃機とスピットファイヤー戦闘機が使用された。

## 装備
D-Dayの上陸で特別に用意された装備、もしくはD-Dayで最初に使用した装備は、
- DD強襲上陸用戦車(Duplex Drive amphibious tanks)
- 個人の装備を運ぶための「戦闘用ジャーキン(上着)」(Battle Jerkin)
- 長さのあるコンバットブーツ(High-Top Combat Boot)
- マークIII鉄兜(the Mark III steel helmet)

多種の装甲車両がD-Dayイギリス軍の第22ドラグーンの部隊に利用されていた。これらの車両は地雷原を除去し、対戦車障害物ややわらかい砂を戦車や車両が通り抜けるのを助けた。

## イギリス軍の支援
イギリスのコマンド部隊とイギリスの部隊から装甲車両がジュノー・ビーチの上陸支援に上陸を行なった。上陸支援に使用された多数の海軍の艦船はイギリス海軍のものである。